# باري بريموس
باري بريموس (بالإنجليزية: Barry Primus)‏ هو منتج أفلام وكاتب سيناريو ومخرج وممثل أمريكي، ولد في 16 فبراير 1938 بنيويورك في الولايات المتحدة.

## أعمال

### أفلام
- (1977) نيويورك، نيويورك
- (2008) القتل المبرر[5]
- (2013) مباراة الضغينة[6]
- (2015) جوي[7]

### مسلسلات
- الملفات الغامضة

## وصلات خارجية
- باري بريموس على موقع IMDb (الإنجليزية)
- باري بريموس على موقع ألو سيني (الفرنسية)
- باري بريموس على موقع أول موفي (الإنجليزية)
- باري بريموس على موقع قاعدة بيانات برودواي على الإنترنت (الإنجليزية)
- باري بريموس على موقع قاعدة بيانات الأفلام السويدية (السويدية)
- باري بريموس على موقع إن إن دي بي (الإنجليزية)
- باري بريموس على موقع قاعدة بيانات الفيلم (الإنجليزية)
- باري بريموس على موقع كينوبويسك (الروسية)